# 圣热尔米耶 (上加龙省)
圣热尔米耶（法語：Saint-Germier，法語發音：[sɛ̃ ʒɛʁmje]）是法国上加龙省的一个市镇，属于图卢兹区。 

## 地理
圣热尔米耶（43°28'15"N, 1°43'57"E）面积3.74 平方千米，位于法国奧克西塔尼大區上加龙省，该省份为法国西南部内陆省份，西南端与西班牙接壤，自此顺时针与上比利牛斯省、热尔省、塔恩-加龙省、塔恩省、奥德省和阿列日省接壤。
与圣热尔米耶接壤的市镇（或旧市镇、城区）包括：卡拉古德、塞萨勒、下穆尔维尔、图唐、格拉斯河畔特雷邦、瓦雷讷。

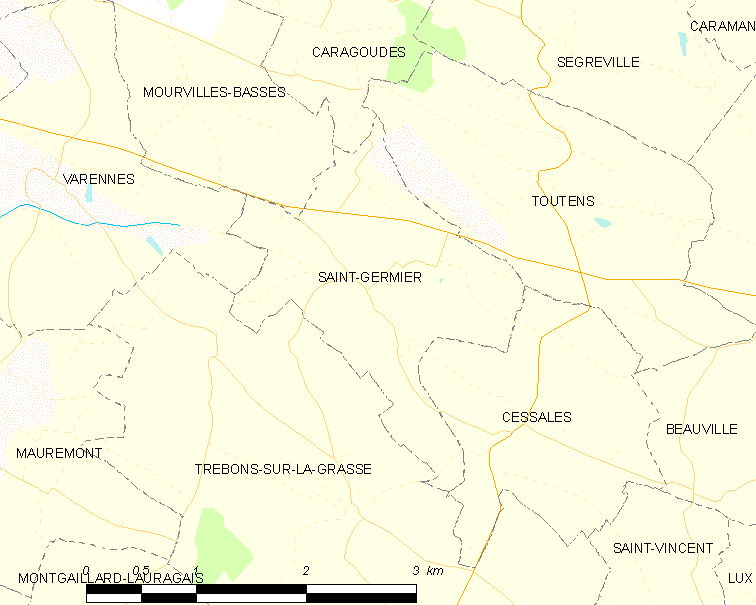
的OSM定位图

圣热尔米耶的时区为UTC+01:00、UTC+02:00（夏令时）。

## 行政
圣热尔米耶的邮政编码为31290，INSEE市镇编码为31485。

## 政治
圣热尔米耶所属的省级选区为勒韦勒县。

## 人口

1962-2008年间人口变化图示

圣热尔米耶于2022年1月1日时的人口数量为120人。